# Mil Milhas Brasil

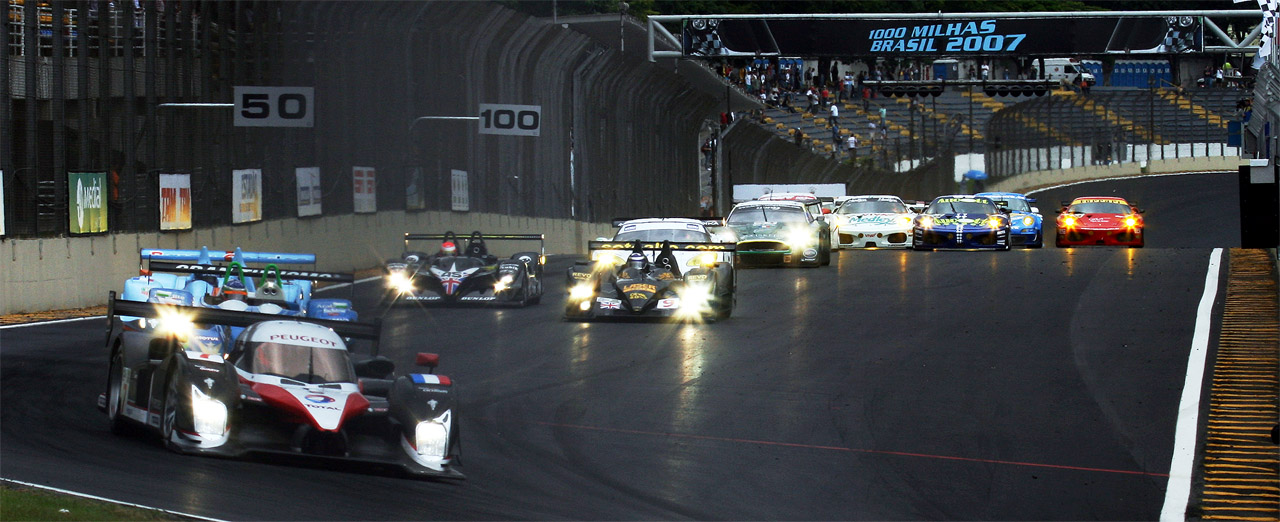
A 2007-es verseny rajtja

A Mil Milhas Brasil (ismert még: Mil Milhas Brasileiras vagy 1000 Miles of Brazil) egy hosszútávú autóverseny Braziliában.
Az első versenyt Eloy Gagliano és Wilson Fittipaldi Sr. szervezte még 1956-ban. Az akkori eseményen 31 versenyautó volt jelen, és a futam az interlagosi versenypályán került lebonyolításra.
Fennállása óta két év kivételével minden alkalommal az interlagosi pálya adott otthont a futamnak. 1997-ben Jacarepaguá-ban, 1999-ben pedig Curitibában rendezték a viadalt.
2007-ben a Le Mans Series versenynaptárában szerepelt.
A győzelmek számát tekintve Zeca Giaffone tartja a rekordot. A brazil versenyző öt alkalommal (1981, 1984, 1986, 1988, 1989) nyert a viadalon.

## Győztesek
| Év        | Versenyzők                                                                      | Autó                      |
| --------- | ------------------------------------------------------------------------------- | ------------------------- |
| 1956      | Catharino Andreatta / Breno Fornari                                             | Carretera Ford            |
| 1957      | Aristides Bertuol / Orlando Menegaz                                             | Carretera Chevrolet       |
| 1958      | Catharino Andreatta / Breno Fornari                                             | Carretera Ford            |
| 1959      | Catharino Andreatta / Breno Fornari                                             | Carretera Ford            |
| 1960      | Chico Landi / Christian Heins                                                   | Alfa Romeo 2000 JK        |
| 1961      | Italo Bertão / Orlando Menegaz                                                  | Chevrolet Corvette        |
| 1962-1964 | nem rendezték meg                                                               | nem rendezték meg         |
| 1965      | Justino de Maio / Victoria Azzalin                                              | Carretera Chevrolet       |
| 1966      | Camilo Christófaro / Eduardo Celidôneo                                          | Chevrolet Corvette        |
| 1967      | Luiz Bueno / Luiz Terra Smith                                                   | Interlagos Mark 1         |
| 1970      | Abílio Diniz / Alcides Diniz                                                    | Alfa Romeo GTA 2000       |
| 1971-1972 | nem rendezték meg                                                               | nem rendezték meg         |
| 1973      | Bird Clemente / Nilson Clemente                                                 | Ford Maverick 4800        |
| 1974-1980 | nem rendezték meg                                                               | nem rendezték meg         |
| 1981      | Zeca Giaffone / Affonso Giaffone / Chico Serra                                  | Chevrolet Opala Stock Car |
| 1982      | nem rendezték meg                                                               | nem rendezték meg         |
| 1983      | Fausto Wajchenberg / Vicente Corrêa / Valdir Silva                              | Volkswagen Passat         |
| 1984      | Zeca Giaffone / Reinaldo Campello / Maurizio Sala                               | Chevrolet Opala Stock Car |
| 1985      | Paulo Gomes / Fábio Sotto Mayor                                                 | Chevrolet Opala Stock Car |
| 1986      | Zeca Giaffone / Affonso Giaffone Jr. / Walter Travaglini                        | Chevrolet Opala Stock Car |
| 1987      | Luís Pereira / Marcos Gracia                                                    | Chevrolet Opala Stock Car |
| 1988      | Zeca Giaffone / Luís Pereira / Walter Travaglini                                | Chevrolet Opala Stock Car |
| 1989      | Zeca Giaffone / Walter Travaglini                                               | Chevrolet Opala Stock Car |
| 1990      | Carlos Alves / José Carlos Dias                                                 | Chevrolet Opala Stock Car |
| 1991      | nem rendezték meg                                                               | nem rendezték meg         |
| 1992      | Klaus Heitkotter / Jurgen Weis / Marc Gindorf                                   | BMW M3 2300               |
| 1993      | Antônio Hermann / Franz Konrad / Franz Prangemeier                              | Porsche 911               |
| 1994      | Wilson Fittipaldi / Christian Fittipaldi                                        | Porsche 911               |
| 1995      | Wilson Fittipaldi / Antônio Hermann / Franz Konrad                              | Porsche 911               |
| 1996      | André Lara Resende / Roberto Keller / Roberto Aranha                            | Porsche 911               |
| 1997      | Nelson Piquet / Johnny Cecotto / Steve Soper                                    | McLaren F1 GTR            |
| 1998      | Tom Stefani / André Grillo / Júlio Fernandes                                    | AS Vectra 2.0             |
| 1999      | Beto Borghesi / Jair Bana / Luciano Borghesi                                    | Aldee AP-2000             |
| 2000      | nem rendezték meg                                                               | nem rendezték meg         |
| 2001      | André Lara Resende / Régis Schuch / Max Wilson / Flávio Trindade                | Porsche 911               |
| 2002      | Régis Schuch / Flávio Trindade / Raul Boesel                                    | Porsche 911               |
| 2003      | Ingo Hoffmann / Xandy Negrão / Ricardo Etchenique / Fernando Nabuco             | Porsche 911               |
| 2004      | Stefano Zonca / Angelo Lancellotti / Fabrizio Gollin                            | Dodge Viper               |
| 2005      | Xandy Negrão / Xandinho Negrão / Guto Negrão / Giuliano Losacco                 | Audi TT                   |
| 2006      | Nelson Piquet / Nelsinho Piquet / Christophe Bouchut / Hélio Castroneves        | Aston Martin DBR9         |
| 2007      | Nicolas Minassian / Marc Gené                                                   | Peugeot 908 HDI FAP       |
| 2008      | Max Wilson / Raul Boesel / Marcel Visconde                                      | Porsche 911               |
| 2009-2019 | nem rendezték meg                                                               | nem rendezték meg         |
| 2020      | Esio Vichiese / Renan Guerra / Stuart Turvey                                    | Ginetta G55 GT4           |
| 2021      | Jose Vilela / Leandro Totti / Eduardo Pimenta / Gustavo Ghizzo / Leonardo Yoshi | Protótipo MCR 2.1         |
| 2022      | Jindra Kraucher / Aldo Piedade Jr. / Beto Ribeiro                               | Sigma P1 G4               |
| 2023      | Fernando Fortes / Henrique Assunção / Emílio Padron / Fernando Ohashi           | Metalmoro JLM AJR         |

## Külső hivatkozások
- A verseny hivatalos honlapja (archív, 2007)
- A 2007-es Le Mans Series futam adatlapja (archív, 2007)